# 신성동 (대전)
신성동(新城洞)은 대전광역시 유성구의 법정동 및 행정동이다.
행정동 신성동은 법정동 신성동을 포함한 11개의 법정동을 관할한다. 대덕연구개발특구가 조성되어 정부출연연구기관이 밀집한 대한민국 과학의 중심지이다. 자운동과 추목동에는 국방기관이 있다. 2013년 6월말 기준 인구는 10,031세대, 28,902명이다. 면적은 30.36km3이다. 동쪽으로 관평동과 전민동, 북쪽으로 구즉동, 서쪽으로 노은2동, 남쪽으로 온천2동, 서구 만년동과 접하고 있다. 신성동 일대에는 갑천의 지류인 탄동천이 흐른다. 전민동, 노은동과 함께 대표적인 대전의 부촌이다. 대전MBC와 TJB 주변의 스마트시티 주상복합은 고가에 거래된다.

## 역사
| 1914년          | 1914년 | 현재        | 현재 |
| 면              | 정·리 | 광역시·구   | 동 |
| --------------- | --- | ----------- | --- |
| 탄동면 (炭洞面) | 가정리, 내동리, 덕진리, 도룡리, 반석리, 백운리, 수남리, 신봉리, 신성리, 안산리, 외삼리, 장동리, 추목리, 하기리, 화암리 | 대전 유성구 | 가정동, 방현동, 덕진동, 도룡동, 반석동, 자운동, 수남동, 신봉동, 신성동, 안산동, 외삼동, 장동, 추목동, 하기동, 화암동 |

| 1914년 이전   | 1914년 이전                                 | 현재   | 현재        |
| 면            | 리                                          | 구     | 동          |
| ------------- | ------------------------------------------- | ------ | ----------- |
| 회덕군 탄동면 | 백산리, 호동, 하초리, 상초리 각 일부        | 유성구 | 가정동      |
| 회덕군 탄동면 | 방현리                                      | 유성구 | 방현동      |
| 회덕군 탄동면 | 덕진리, 안기리 일부                         | 유성구 | 덕진동      |
| 회덕군 탄동면 | 경운리, 호동                                | 유성구 | 도룡동 일부 |
| 회덕군 탄동면 | 회병리, 금성리, 삼계리, 우미동, 외삼동 일부 | 유성구 | 반석동      |
| 회덕군 탄동면 | 삼현리, 입석리, 중방리 일부                 | 유성구 | 자운동      |
| 회덕군 탄동면 | 봉성동                                      | 유성구 | 수남동 일부 |
| 회덕군 탄동면 | 사동, 중방리, 방축리                        | 유성구 | 신봉동      |
| 회덕군 탄동면 | 숙당, 상초리, 율정리, 신대리 각 일부        | 유성구 | 신성동      |
| 회덕군 탄동면 | 안산리                                      | 유성구 | 안산동 일부 |
| 회덕군 탄동면 | 산막리                                      | 유성구 | 외삼동 일부 |
| 회덕군 탄동면 | 정삼리, 상초리, 신대리, 세동 각 일부        | 유성구 | 장동        |
| 회덕군 탄동면 | 방축리, 세동, 탄동                          | 유성구 | 추목동      |
| 회덕군 탄동면 | 송림리, 봉기리, 상기리                      | 유성구 | 하기동      |
| 회덕군 탄동면 | 설목리                                      | 유성구 | 화암동      |
| 회덕군 구즉면 | 상동리, 고촌리 일부                         | 유성구 | 화암동      |
| 회덕군 서면   | 상신리 일부                                 | 유성구 | 도룡동 일부 |
| 공주군 반포면 | 동촌리, 어득운리 각 일부                    | 유성구 | 안산동 일부 |
| 공주군 반포면 | 동촌리 일부                                 | 유성구 | 외삼동 일부 |
| 공주군 명탄면 | 박산리                                      | 유성구 | 수남동 일부 |

- 조선 : 공주군 탄동면
- 대한제국 : 회덕군 탄동면
- 1914년 : 대전군 탄동면
- 1935년 대덕군 탄동면
- 1983년 2월 15일 : 대전시 중구
- 1988년 1월 1일 : 대전시 서구
- 1989년 1월 1일 : 대전직할시 유성구
- 1993년 세계 박람회 개최
- 1995년 1월 1일 : 대전광역시 유성구

## 법정동
- 가정동(柯亭洞)
- 덕진동(德津洞)
- 도룡동(道龍洞)
- 방현동(坊峴洞)
- 신봉동(新峰洞)
- 신성동(新城洞)
- 자운동(自雲洞)
- 장동(長洞)
- 추목동(秋木洞)
- 하기동(下基洞, 동부)
- 화암동(花岩洞)

## 교통
화암동에는 호남고속도로지선 북대전 나들목이 있다. 화암동과 도룡동에는 대덕대로가 있어서 관평동, 신탄진, 대전 도심을 오갈 수 있으며, 서쪽으로 유성대로(구 금병로)가 있어 유성구 도심 등을 오갈 수 있다.
- 북대전IC시외버스정류소

## 주요 시설

### 방송국

#### 도룡동
- 대전MBC
- TJB

### 교육

#### 가정동
- 과학기술연합대학원대학교
- 대덕중학교

#### 도룡동
- 대덕초등학교
- 대덕고등학교

#### 신성동
- 성덕중학교
- 금성초등학교

#### 장동
- 대덕소프트웨어마이스터고등학교
- 대덕대학교

#### 화암동
- 대전전자디자인고등학교

### 군사
- 자운대

## 아파트
| 단지명           | 건설사                       | 시행사       | 주소 | 입주        | 비고 |
| ---------------- | ---------------------------- | ------------ | ---- | ----------- | ---- |
| 스마트시티 2단지 | 대우건설 삼부토건 ㈜운암건설 | ㈜스마트시티 |      | 2008년 12월 |      |
| 스마트시티 5단지 | 대우건설 삼부토건 ㈜운암건설 | ㈜스마트시티 |      | 2008년 12월 |      |